# Joseph Hansen (roer)
Joseph "Joey" Hansen (født 13. august 1979 i Bakersfield, Californien, USA) er en amerikansk tidligere roer og olympisk guldvinder.
Hansen vandt en guldmedalje ved OL 2004 i Athen, som del af den amerikanske otter. Udover Hansen bestod bådens besætning af Wyatt Allen, Jason Read, Chris Ahrens, Matt Deakin, Dan Beery, Beau Hoopman, Bryan Volpenhein og styrmand Cipollone. Amerikanerne sikrede sig guldmedaljen foran Holland og Australien, der vandt henholdsvis sølv og bronze. Det var hans eneste OL-deltagelse.

## OL-medaljer
- 2004:  Guld i otter